# Уд (музыкальный инструмент)
Уд (араб. عود‎, [‘ūd] — дерево) — струнный щипковый инструмент, распространённый в странах Ближнего и Среднего Востока, в Сирии, Египте, Греции, Армении, Турции, Иране, Азербайджане, Узбекистане, Таджикистане. Предшественник европейской лютни (был завезён в VIII веке в Европу во времена арабского завоевания Пиренейского полуострова)
Произошёл от персидского бербета (барбат, перс. بربط‎), но в отличие от него уд имеет деревянную деку, а бербет — кожаную мембрану. Возможно это и стало причиной такого названия инструмента как ключевого отличия от своего предшественника.
Как отмечает «Оксфордская музыкальная энциклопедия» слепой музыкант и певец Уди Грант (Грант Кенкулян) довел технику игры на уде с песенным сопровождением до высшей степени совершенства

## Название
Название инструмента происходит от арабского аль-уд (букв. — дерево). «Энциклопедический музыкальный словарь» дает два значения слова уд: под первым значением понимают древний арабский щипковый инструмент, являющийся прототипом лютни; под вторым армянский щипковый инструмент, являющийся разновидностью лютни

## История
Изобретение этого инструмента приписывается Зальзалю (согласно Абу-ль-Фараджу аль-Исфахани, его уд имел удлинённые пропорции).
Первые изображения уда находились в замке Каср аль-Хейр аль-Гарби близ Хомса в Сирии, строение замка датировано 727 годом, в настоящее время это руины.
Изначально уд был 4-струнным, его струны имели ряд символичных значений и связей, так по аль-Кинди, им соответствуют 4 первоэлемента, 4 времени года, 4 телесные жидкости. Но усложнение ладомелодичности, а в особенности макама, повлекло добавление 5-й струны. Создателями этого нововведения называют, помимо аль-Кинди и Зальзаля еще аль-Фараби и Зирьяба.
6-струнный уд появился в конце XV — начале XVI веков, автором нововведения является Нураддин Абдуррахман, сын Абдул-Кадира Мараги, он получил широкое распространение в профессиональном музыкальном творчестве. Примечательно, что мастерством игры на уде прославились все известные потомки Абдулгадира Мараги.
До XVII века уд являлся основным инструментом в классической музыке Востока, так Дарвеш Али Чанги называл его «царём всех инструментов».
В современном музыкальном контексте уд находит применение за пределами традиционной музыки — он может сочетаться, например, с джазом (как у иракского исполнителя Саифа аль-Хайята) или с роком (как в творчестве узбекистанской группы Flyin Up).

## Строение
Уд состоит из трёх частей: корпуса в виде груши, короткого безладового грифа и головки. Корпус изготавливается из таких видов дерева, как груша, орех или сандал. К головке уда прикрепляются колки, при помощи которых настраиваются струны.
На современных азербайджанских удах навязывают обычно пять пар струн и одну непарную. Струны изготавливаются из шёлковой нити, особого капрона или кишок барана. В Армении при изготовлении уда используют 11 струн. В других ближневосточных странах инструмент состоит из 11-12 струн. В странах Средней Азии, например в Туркменистане, уд состоит из пяти струн. В различных арабских странах число струн уда может колебаться от двух до 13.
Звук на уде извлекается плектром. Настройка кварто-секундовая. Используется как сольный и аккомпанирующий инструмент.
Родственником уду приходится рабаб, или ребаб, отличающийся длинным грифом и, как правило, ладами. Рабаб традиционно располагает двумя струнами.

## Исполнение
Во время игры на уде его корпус ставится на правое колено в горизонтальном положении и правой рукой прижимается к груди. Также пальцами правой руки происходит исполнение на уде при помощи плектра, но при этом исполнитель левой рукой поддерживает уд за шейку.

## Уд в творчестве Низами Гянджеви
Классик персидской поэзии Низами Гянджеви в своих произведениях часто упоминает музыкальные инструменты, в том числе и уд (или барбет). В частности в поэме «Хосров и Ширин» поэт пишет:

Взял Некиса свой ченг, барбет свой взял Барбед.
И звуки понеслись в согласии крылатом
Так в розе цвет её согласен с ароматом
Барбет и ченг пьянят… нет дальше сил.

Судя по этим источникам, уд (барбет) чаще всего использовался во дворцах, во время пиршеств.

## Галерея

Уд в разных странах
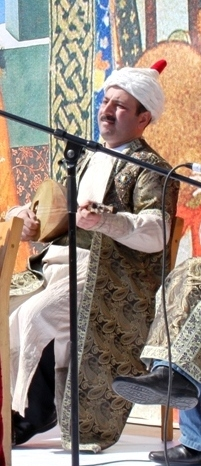
В Азербайджане во время праздника Новруз
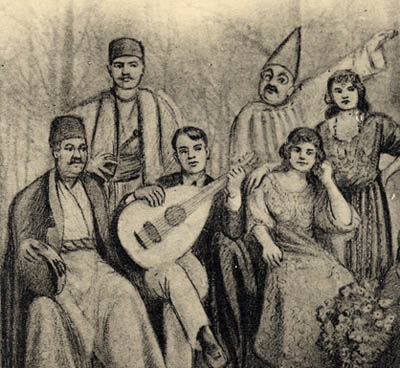
В Ираке (в Багдаде). 1920-е
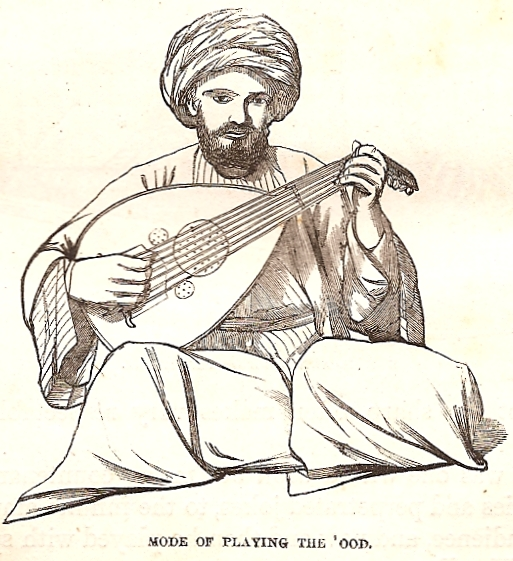
В Палестине по Томсону. 1859 год
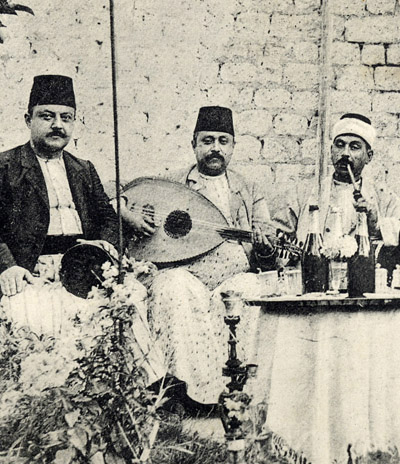
В Сирии (в Алеппо). 1915 год
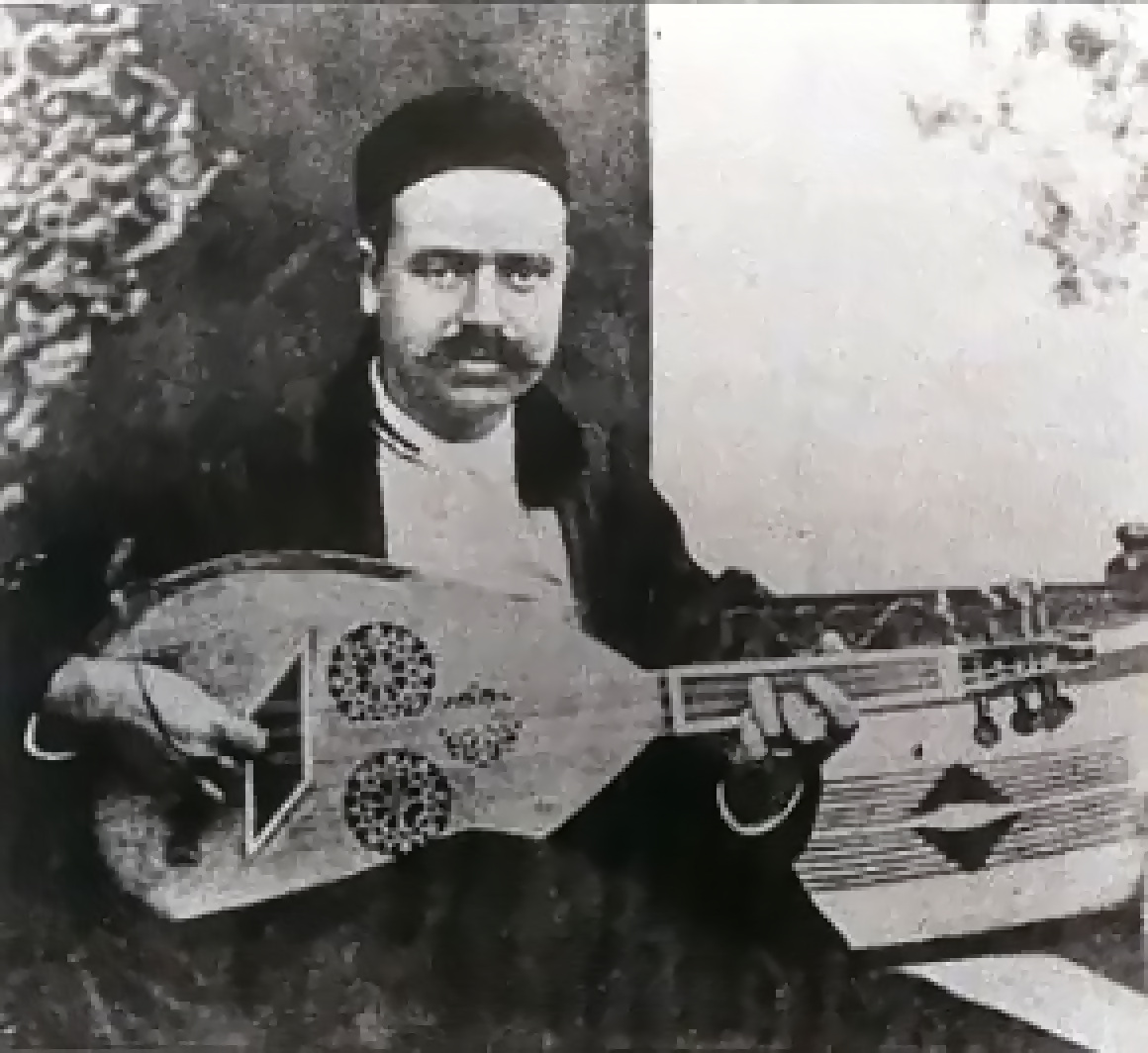
В Тунисе. 1932 год